# Liste der Monuments historiques in Montreux-Vieux
Die Liste der Monuments historiques in Montreux-Vieux führt die Monuments historiques in der französischen Gemeinde Montreux-Vieux auf.

## Liste der Objekte
| Bezeichnung               | Beschreibung                                   | Standort                      | Kennzeichnung | Schutzstatus | Datum | Bild |
| ------------------------- | ---------------------------------------------- | ----------------------------- | ------------- | ------------ | ----- | ---- |
| Pietà                     | Keramik, um 1930, Léon Elchinger zugeschrieben | in der Kirche St-Alban (Lage) | PM68001300    | Inscrit      | 1998  |      |
| Skulptur Madonna mit Kind | Holz, farbg gefasst und vergoldet, um 1500     | in der Kirche St-Alban (Lage) | PM68001299    | Inscrit      | 1998  |      |